# Motor-Quadrille
Motor-Quadrille, op. 129, är en kadrilj av Johann Strauss den yngre. Den spelades första gången den 31 januari 1853 i Wien.

## Historia
Efter att den populäre ärkehertigen Rainer av Österrike hade dött den 16 januari 1853 ställdes alla baler in vid hovet och hos adeln som ett bevis på respekt. Johann Strauss den yngre gick därmed miste om många arbetstillfällen då han var ansvarig för musiken vid många av dessa baler. Studentbalerna vid Wiens universitet pågick däremot som vanligt och Strauss fick tillfälle att skriva nya stycken och framföra dem vid dessa istället. Ingenjörsstudenterna vid Wiens tekniska högskola anordnade en bal den 31 januari 1853 i Sofiensaal och beställde ett stycke av Strauss. Som så ofta var fallet med Strauss hörde styckets titel samman med uppdragsgivarens sysselsättning. Motor-Quadrillen var en i raden av kompositioner där Strauss hyllade teknologins tidsålder, som utvecklades snabbt i alla dess former.    
Teman från kadriljen skulle senare inkorporeras i finalen till baletten Le beau Danube från 1924 arrangerad av Roger Desormière.

## Om kadriljen
Speltiden är ca 6 minuter och 28 sekunder plus minus några sekunder beroende på dirigentens musikaliska tolkning.

## Weblänkar
- Motor-Quadrille i Naxos-utgåvan.